# Eichmann (film)
Eichmann è un film storico del 2007 diretto da Robert Young. La storia tratta dell'interrogatorio ufficiale del gerarca nazista Adolf Eichmann, tenutosi in Israele tra la seconda metà del 1960 e l'inizio del 1961.

## Trama
Israele, 1960. Durante una festa di nozze, la radio annuncia che Adolf Eichmann, ricercato per il suo coinvolgimento nell'uccisione di sei milioni di ebrei, si trova ora sul territorio israeliano e sarà portato in giudizio per crimini contro l'umanità. Un giovane ufficiale, il capitano Avner Less, coniugato con due bambini, viene incaricato dal ministro Tormer dell'interrogatorio del prigioniero che dovrà avvenire nella massima discrezione. Il governo di Ben Gurion, infatti, di fronte all'opinione pubblica mondiale, vuole arrivare ad un processo giusto, ma con una piena confessione o, quanto meno, con un impianto accusatorio che inchiodi Eichmann alle sue responsabilità. Nonostante ciò, la notizia si diffonde e, anzi, sono i figli di Avner a riportare alla madre la notizia appresa a scuola.
Mentre Eichmann è tenuto sotto stretta sorveglianza in una prigione di Ramla, Avner, trascurando la moglie malata e i figli, vi si reca quasi quotidianamente per sottoporlo ad interrogatorio. Registrando i colloqui con un magnetofono, Avner, sulla base della documentazione di cui dispone, ripercorre il passato di Eichmann, soffermandosi con lui su alcuni particolari episodi e circostanze, al fine di far ammettere all'accusato di aver agito per odio verso gli ebrei con la consapevolezza di procedere allo sterminio di un'intera razza.
Eichmann  continua a negare di avere sentimenti antisemiti e ammette soltanto di aver obbedito ad ordini superiori occupandosi solo di trasporti, senza avere alcuna conoscenza della sorte dei deportati una volta giunti nei campi di concentramento e tanto meno dell'esistenza delle camere a gas.
Intanto all'esterno del carcere cresce la protesta di molti che chiedono che si faccia giustizia sommaria e Avner, che viene visto come un ostacolo al desiderio popolare di vendetta, è sottoposto a pressioni e intimidazioni che coinvolgono anche la famiglia. Una giornalista americana, inoltre, riesce a scoprire che il padre di Avner fu ucciso ad Auschwitz e ciò sarebbe di discredito a livello internazionale per lo stato di Israele; lo stesso Eichmann tenta di coinvolgerlo sul piano personale con allusioni e mezze verità pronunciate a microfono spento; infine la moglie di Avner si aggrava e viene ricoverata in ospedale.
Nonostante queste situazioni e lo stress accumulato, Avner, indagando sui rapporti tra Eichmann e Himmler, riesce però a portare a termine il lungo interrogatorio mettendo davanti al prigioniero un suo ordine adottato in tutta autonomia che comportò la morte di migliaia di ebrei ungheresi.
Adolf Eichmann capisce di non avere più scampo e chiede a Avner di inviare in Argentina la lettera che ha scritto ai suoi quattro figli. Avner la prende senza promettergli nulla, ma in seguito, dopo l'esecuzione della condanna a morte con la quale si è chiuso il processo, imbuca la lettera.

## Curiosità ed errori
Negli uffici dei servizi segreti israeliani sono presenti cartine geografiche dell'Europa contemporanee alla realizzazione del film, realizzato nel 2007, e non come avrebbero dovuto essere all'epoca dei fatti narrati. Nei primi anni Sessanta infatti le carte geografiche riportavano l'Unione Sovietica e la Jugoslavia come singole entità statali, così come la Cecoslovacchia. Le carte geografiche rappresentate nel film presentano le repubbliche ex sovietiche ed ex jugoslave come stati indipendenti e la Repubblica Ceca e la Slovacchia come due stati distinti.
Nel film sono presenti altre imprecisioni storiche, ad esempio Eichmann è raffigurato in partenza per l'Ungheria nel 1942, due anni prima di quanto sia avvenuto effettivamente. Allo stesso modo nella scena in cui è insieme alla baronessa ungherese, enumera il numero di ebrei che ha ucciso - anche se quella scena è ambientata nel 1943, quando in realtà la maggior parte delle deportazioni e degli stermini che il personaggio elenca non avevano ancora avuto luogo. Nel suo successivo ricordo di questa scena in prigione, afferma che avvenne mentre il Reich stava crollando, sebbene nel 1943 governasse ancora la maggior parte dell'Europa.
Numerose scene del film ambientate in Israele sono state girate sull'isola di Malta, a La Valletta, Ħamrun e San Anton.